# Ignaz Wilhelm von Wolff-Metternich zur Gracht
Ignaz Wilhelm Freiherr von Wolff-Metternich zur Gracht (* 13. Januar 1630; † 5. August 1688) war Domherr in Münster und Worms sowie Domdechant in Speyer.

## Leben

### Herkunft und Familie
Ignaz Wilhelm von Wolff-Metternich zu Gracht entstammte als Sohn des Johann Adolf Wolff Metternich zur Gracht und dessen Gemahlin Maria Katharina von Hall dem Geschlecht der Freiherren Wolff-Metternich zur Gracht. Sein Vater war Geheimer Rat und Vertrauter des Herzogs Wolfgang Wilhelm von Jülich-Berg, des Kölner Kurfürsten Ferdinand von Bayern und der bayrischen Kurfürsten Maximilian und Ferdinand Maria. Ignaz Wilhelm hatte 15 Geschwister. Sein Bruder Hermann Werner (1625–1704) war Fürstbischof von Paderborn, Johann Wilhelm (1624–1694) Domdekan in Mainz, Dompropst in Mainz, Paderborn und Münster. Seine Schwester Anna Adriana (1621–1698) war Äbtissin zu St. Maria im Kapitol in Köln.

### Wirken
Am 3. Januar 1654 wurde Ignaz Wilhelm für die münstersche Präbende des verstorbenen Johann Ulrich Walpott von Bassenheim präsentiert und auf die Geschlechter Wolff, Hochstaden, Hall und Walpott aufgeschworen. Am 11. Dezember 1656 bat er um die Erlaubnis, sein Studium in Rom wegen der grassierenden Pest in Paris fortzusetzen. Das Studienzeugnis der Universität von Paris legte er am 23. September 1663 vor. Am 2. Januar 1677 wurde er zum Domdechanten in Speyer gewählt. Er war auch Domherr in Worms. Ignaz Wilhelm litt lange Zeit unter der Krankheit Gicht.